# Mr. Poorluck's Lucky Horseshoe
Mr. Poorluck's Lucky Horseshoe è un cortometraggio muto del 1910 diretto da Lewin Fitzhamon.

## Trama
Poorluck cerca di sbarazzarsi di un ferro di cavallo dopo che questo ha colpito, cadendole in testa, la sua ricca zia.

## Produzione
Il film fu prodotto dalla Hepworth.

## Distribuzione
Distribuito dalla Hepworth, il film - un cortometraggio di 160,02 metri- uscì nelle sale cinematografiche britanniche nell'aprile 1910.
Si conoscono pochi dati del film che, prodotto dalla Hepworth, fu distrutto nel 1924 dallo stesso produttore, Cecil M. Hepworth. Fallito, in gravissime difficoltà finanziarie, il produttore pensò in questo modo di poter almeno recuperare il nitrato d'argento della pellicola.